# 俄羅斯入侵烏克蘭時間軸 (2022年9月)

俄罗斯入侵乌克兰的动态地图（参见可交互的俄乌战争详细地图）

本条目主要列出2022年俄羅斯入侵烏克蘭在2022年9月的过程。

## 9月1日
国际原子能机构专家团抵達扎波罗热核电站。扎波羅熱核電站繼續遭到炮擊，俄羅斯和烏克蘭再度指責是對方所為。
俄羅斯方面表示烏克蘭試圖奪取位於安赫德的一座發電廠。

## 9月2日
Equinor從最後一家自己與俄羅斯的合資企業中撤出股份。
七大工業國集團同意，將對俄羅斯石油進口緊急制定價格上限。
国际原子能机构总干事格罗西表示扎波羅熱核电站處於“红色等级”，这意味着核电站的安全受到威胁。
乌克兰逮捕一位居住在第聂伯罗彼得罗夫斯克的妇女。她被指控将其丈夫所在部队的详细信息和其他军事機密发送给俄罗斯军队。
自乌克兰战争开始以来，至少有八名俄罗斯商人丧生。
烏克蘭軍方打击了位於埃涅爾戈達爾境內的俄军基地。
俄羅斯國防部表示當天晚上11點烏克蘭軍隊派出42艘快艇和摩托艇，分兩組搭載250多名烏軍特種兵和外國僱傭兵，試圖從埃涅爾戈達爾和卡霍夫卡水庫沿岸登陸。俄羅斯空軍駕駛4架蘇-30戰機和2架卡-52直升機反擊，將烏克蘭20艘船艇擊沉，其餘船隻撤離。另外俄軍向登陸的烏克蘭士兵砲擊，造成包括10名外國僱傭兵在內的47人死亡，23人受傷。

## 9月3日
英国国防部表示，自8月29日以来，乌克兰军队朝赫爾松的三個方向推進。赫尔松市中心附近出現槍聲。乌克兰軍隊还摧毁了俄羅斯方面架設的浮桥。
烏克蘭國家核能公司指控俄軍砲擊扎波羅熱核電站與烏克蘭能源系統之間的線路，造成核電站5號機組與電力網絡斷開而被迫關閉。
俄羅斯指責美國计划短时间内把在乌克兰未完成的生物计划转至其他东欧国家以及波罗的海国家。
俄罗斯国防部表示，乌克兰武装部队使用8架携带悬挂式弹药的无人机向扎波罗热核电站区域发动攻击。俄军的电子战设备阻止了乌克兰无人机接近核电站，并在距离工厂安全区1.5公里外的无人地带强行将无人机携带的弹药投掷。

## 9月4日
俄罗斯国防部表示，俄羅斯空天军使用高精度武器打击了顿涅茨克地区的外国雇佣兵驻地。俄羅斯空天军和火箭炮兵部队对尼古拉耶夫-克里沃罗格方向的乌军进行了打击，在尼古拉耶夫地区击落乌克兰空军苏-25战机。此外，俄防空部队击落多架乌方无人机，并拦截了美制反辐射导弹等。乌克兰武装部队总参谋部表示，乌军在巴赫穆特、索萊達爾等多个地区击退了俄军的进攻。

## 9月5日
烏克蘭總統表示烏克蘭軍隊收復該國南部2個、東部1個聚落，並在東部奪回其他國土。

## 9月6日
俄羅斯任命的一位別爾江斯克官員在一次炸弹袭击中受重伤。

## 9月7日
乌克兰军方表示，他们已经夺回了哈尔科夫地区的20多个城镇和村庄。

## 9月8日
美國國務卿布林肯訪問基輔，並表示拜登政府计划向乌克兰及其18个邻国共提供20亿美元的长期军事援助。20亿美元中的约10亿美元将提供给乌克兰。
俄罗斯国防部发言人通报称，乌克兰军队在南部战线尼古拉耶夫至克里沃罗格方向未能采取任何进攻行动。俄军还摧毁了乌军的弹药库、山毛榉-M1地对空导弹发射系统和雷达等军事目标。在东部战线，俄方称在康斯坦丁诺夫卡地区击落乌空军一架苏-25战机。在哈尔科夫地区，俄军拦截了海马斯多管火箭炮系统发射的多枚火箭弹。
乌克兰武装部队总参谋部通报称，乌军在反攻中夺回了东部和南部地区700多平方公里的土地。烏方说數日以来乌克兰武裝力量在哈尔科夫方向已深入俄军防线约50公里，从俄军手中夺回了20多个居民点。

## 9月9日
俄国防部发言人科纳申科夫表示，乌克兰军队在尼古拉耶夫-克里沃罗格方向多次进攻未果后撤退，乌军一天内在此方向损失了3辆坦克、4辆步战车和270多人。俄武装部队在哈尔科夫州打死了乌军第127旅和第14旅的50多名士兵，打伤120多人；在哈尔科夫州和第聂伯罗彼得罗夫斯克州摧毁了乌方3个武器库；打击了乌军部署在顿涅茨克地区、哈尔科夫州、第聂伯罗彼得罗夫斯克州和扎波罗热州的8个指挥所。
乌克兰武装部队总司令扎卢日内表示，从9月1日以来，乌军从俄军手中收复了1000多平方公里的土地。乌克兰武装部队总参谋部表示，俄军在对乌作战中损失了650名军人、10辆坦克、18辆装甲车、11套火炮系统、55辆汽车和燃油运输车。哈尔科夫市市长表示，哈尔科夫市受到俄军导弹袭击。
欧盟理事会决定，将从12日起全面中止欧盟与俄罗斯之前的签证便利化协议。协议中止后，俄公民的签证申请费从35欧元增至80欧元；来自俄罗斯的签证申请者需提供更多材料；对他们的签证材料处理时间将变长；针对俄公民的多次入境签证的发放规定将更严格。

## 9月10日
頓涅茨克人民共和國的副新聞部長承認俄軍已撤出哈爾科夫州內包括伊久姆及庫普揚斯克等多個城鎮據點。俄罗斯国防部发言人伊戈尔·科纳申科夫也承認驻扎在巴拉克列亚和伊久姆的俄军往顿涅茨克方向撤退。當天下午，乌克兰军队推進至利西昌斯克。
烏克蘭總統澤連斯基表示，自2022年9月以來，烏克蘭軍隊已奪回「約2000平方公里」領土。
德国外长第二次到訪基辅。

## 9月11日
俄国防部承認哈尔科夫州的俄军已经撤退到奧斯基爾河东岸，並且宣佈俄軍從哈爾科夫州大部分地區撤出。
包括哈尔科夫第五热力发电厂在内的維生管線遭到俄罗斯發射的3M-54巡航导弹襲擊，导致乌克兰东北部以及哈爾科夫州和顿涅茨克州停电和停水。
乌克兰军队总司令瓦列里·扎盧日內表示自9月初以来，烏克蘭一共收復了超过3000平方公里的土地。
車臣總統拉姆贊·卡德羅夫批評普京不了解戰場實況，敦促俄軍要盡快調整戰略。
俄羅斯國防部發言人科纳申科夫表示，9月6日至10日乌军在尼古拉耶沃-克里维里赫和哈尔科夫方向损失兵力约4000余人，还有8000多人受伤。乌方继续炮击俄控区能源基础设施，包括发电设施、变电站和输电线。自9月1日以来，扎波罗热核电站区域及其所在的埃涅尔戈达尔市遭乌武装部队26次炮击。同时由于乌军9月6日和9月8日分别对变电站和输电线的瞄准射击，导致埃涅尔戈达尔市两次断电。

## 9月12日
烏克蘭總統澤連斯基表示，自烏軍9月初展開反攻以來已收復6000平方公里領土。澤連斯基一度表示，烏克蘭有60萬平方公里土地被俄軍佔領。哈尔科夫州州长奥列格·西涅古博夫表示，烏克蘭軍隊已經抵達俄烏邊境。乌克兰军方表示，他们在24小时内收復了20多个定居点。英国国防部也表示，過去几天烏克蘭軍隊收復的领土面积至少是大伦敦的两倍。乌南部作战司令部领土防卫部队联合新闻中心官员表示，过去两周，俄军在乌南部作战中损失了超过1800名军人、500辆装甲车、122辆坦克、2架固定翼飞机和10枚巡航导弹。
35名俄罗斯地方議員签署请愿书，要求普京辞职。
俄羅斯国防部发言人科纳申科夫表示，过去一天，俄军在哈尔科夫州库皮扬斯克和伊久姆地区对乌军实施打击，造成乌方损失近250名军人及20多件武器装备。此外，俄空天军使用高精度导弹摧毁了乌军在尼古拉耶夫州一处存放有4.5万吨弹药的仓库。俄军炮兵在扎波罗热地区摧毁一个无线电电子战站点，在克拉马托尔斯克摧毁一个维修多管火箭炮系统的车间。 俄防空部队击落5架无人机，拦截8枚海马斯和赤杨火箭弹。
乌克兰检察官办公室宣布，他們在烏軍收復的扎利兹尼奇内（Zaliznytchné）村，发现了四具遭俄罗斯军队杀害的平民尸体。
俄罗斯车臣共和国安全委员会秘书表示，车臣向顿巴斯方向增派一万余名预备役军人。俄总统新闻秘书佩斯科夫透露，总统普京与国防部长和所有军事指挥官保持24小时密切沟通。俄罗斯军方的任何行动，包括重新部署兵力等，都要报告给总统普京。

## 9月13日
俄軍撤出距離赫爾松15公里的Kiselyovka。乌克兰武装部队宣布，該國部隊已經收復了包括13个定居点在内的赫尔松地区500平方公里的土地，並且烏軍朝赫爾松前線推進了12公里。乌克兰国防部副部长表示，从9月6日乌克兰武装部队开始哈尔科夫行动以來，已夺回哈尔科夫地区3800平方公里领土、300个定居点。
俄罗斯国防部表示，过去24小时俄空天军使用高精确度制导武器导致超过800名乌克兰武装人员伤亡。俄陆航和炮兵部队摧毁乌军五座储存火箭弹和炮弹的军火库。此外，乌克兰空军的一架米-8直升机被击落，俄防空部队击落6架无人机，拦截7枚火箭弹。顿涅茨克地方官员表示，俄军已经在巴赫穆特郊区建立据点。过去24小时，乌军试图渡过北顿涅茨河进攻红利曼，但被俄军和地方武装击退。

## 9月14日
乌克兰总统泽连斯基抵達伊久姆视察。當晚，泽连斯基乘坐的汽车在基辅遇交通事故，但泽连斯基伤势不严重。
俄罗斯军队向Karachunivske水库大坝发射了八枚巡航导弹，导致克里维里赫发生大面积洪水，因古列茨河的水位也因此上升了2.5米。

## 9月15日
美国国务卿布林肯宣布，将再向乌克兰提供价值6亿美元的军事援助。
乌克兰总统泽连斯基表示，乌克兰已经夺回了超过8000平方公里的领土，收复近400个定居点，主要集中在哈尔科夫地区。

## 9月16日
乌克兰政府表示在伊久姆附近的树林中发现了一座包含至少440具尸体的乱葬岗，死者中包括乌克兰平民及军人。
德国经济部宣布，已将俄罗斯石油公司在德国的两家子公司及其在当地运营的三家炼油厂暂时置于德国能源监管机构联邦网络局托管之下。托管期暂定为6个月。
俄罗斯国防部表示过去一天，俄军在顿涅茨克地区、扎波罗热州、尼古拉耶夫州摧毁乌军9个指挥所，并在200多个地区消灭65个炮兵分队，摧毁军事技术装备。在顿涅茨克地区，俄军击毁了乌军第80空降突击旅的阵地，造成400余名乌克兰军人死伤、20多件装甲坦克装备和汽车被毁。俄羅斯佔領下的赫尔松州行政机构负责人表示，当天上午，乌克兰武装部队动用M142高机动性多管火箭系统向赫尔松市中心发射了大量火箭弹，其中一枚火箭弹打中赫尔松州行政机构大楼，导致3人死亡。其余火箭弹被防空系统拦截。
烏克蘭方面表示烏军在顿涅茨克市以北地区击退了三起来自俄方的进攻。过去24小时里，30多个定居点的基础设施遭到破坏。
尼科波尔遭到BM-21火箭炮襲擊，造成1人受傷，11棟高樓受損。

## 9月17日
丘古耶夫遭到俄軍火箭彈襲擊，造成2人死亡。

## 9月19日
南烏克蘭核電廠的外围被一枚俄羅斯軍隊發射的導彈擊中。

## 9月20日
頓涅茨克人民共和國、盧甘斯克人民共和國、俄占赫爾松、俄占扎波羅熱宣佈於9月23日至9月27日之間舉辦入俄公投。
俄罗斯国家杜马颁布了一項禁止俄公民向敵軍投降的法律；此外該法律還規定若有人拒絕參與军事行动或在軍事行動中拒绝服从上级命令，則此人將承擔相應法律責任；該法律還加大了對不服兵役或服兵役時擅自逃脫者的懲罰力度。
欧盟理事会批准向乌克兰提供價值50亿欧元的金融援助。
瓦格納集團參與巴赫穆特戰役的指揮官阿列克謝·納金在巴赫穆特附近被殺害。

## 9月21日
俄羅斯總統普京發表講話，宣布在俄羅斯啟動「局部動員」令，9月21日當天前往土耳其伊斯坦堡及亞美尼亞葉里溫的機票均售罄，次日從莫斯科飛往葉里溫的單程機票售價高達4241美元（中間經停多站）。Google搜尋趨勢資料顯示俄羅斯機票銷售平台「Aviasales」的搜尋量突增4倍。俄羅斯通往哈薩克斯坦、喬治亞、白俄羅斯、芬蘭和蒙古國等國的陸路邊境口岸出現逃亡車龍。據統計共有近20萬俄羅斯公民離開了俄羅斯。俄羅斯防長紹伊古表示會動員30萬名預備役公民。卢甘斯克人民共和国和顿涅茨克人民共和国的武裝人員将被视为俄罗斯联邦士兵的一部分。 俄羅斯發布局部動員令後，各地再度爆發反戰抗議。政治團體青年民主運動呼籲全國民眾在9月21日晚發動抗議行動。當晚9點57分，俄羅斯全國有38座城市爆發抗議，約1240人參與。
在沙烏地阿拉伯王儲穆罕默德·本·薩勒曼的斡旋下，俄羅斯釋放了10名外國戰俘。另外在土耳其總統雷杰普·塔伊普·埃尔多安的斡旋下，俄羅斯釋放了215名烏克蘭士兵。乌克兰方面釋放了55名俄羅斯戰俘。
俄罗斯防长绍伊古称，俄军在俄对乌特别军事行动中损失了5937人。

## 9月23日
烏克蘭軍隊收復了位於奧斯基爾河以東的Yatskivka。
俄羅斯在其於烏克蘭的占領區舉行的有關加入俄羅斯聯邦的公投。這些地區包括盧干斯克人民共和國、頓內次克人民共和國、俄佔扎波羅熱和俄占赫爾松，这场公投被西方和乌克兰称为“假公投”，而亲俄人士对此表示“我们回家了”。

## 9月24日
俄羅斯聯邦國防部宣布，已經解除德米特里·布尔加科夫國防部副部長的職務，由米哈伊爾·米津采夫接替他的職位。

## 9月25日
据美国之音报道，乌克兰的反攻推进因“暴雨、河流和俄罗斯抵抗”而放缓。
烏克蘭總統澤連斯基表示，烏克蘭方面收到了美國方面提供的NASAMS。
據OVD-Info統計，截至9月25日，約至少有2364人在連日的反戰示威活動中被捕。下諾夫哥羅德、羅蒙諾索夫、聖彼得堡、加伊等地的徵兵辦事處遭示威民眾縱火。在伊留申庫茨克州烏斯季伊利姆斯克，一名不願被徵召的25歲男子在徵兵辦事處開槍，有軍官受傷。

## 9月27日
超过1600个俄罗斯宣传账号被Facebook封鎖。

## 9月28日
乌克兰警方表示俄羅斯在控制被烏克蘭收復的哈尔科夫州领土期間共犯下至少582起战争罪行。
位於烏克蘭東部，由分離主義分子控制的頓涅茨克人民共和國、盧甘斯克人民共和國，以及位於烏克蘭南部俄佔赫爾松和俄佔扎波羅熱地區，舉行公投。結果顯示4區支持併入俄羅斯，支持率分別為：頓涅茨克99.23%，盧甘斯克98.42%，赫爾松87.05%，扎波羅熱93.11%。
美国宣布向乌克兰提供價值11亿美元的軍事援助。
歐盟宣布对俄罗斯實施第八轮制裁。

## 9月29日
午夜，芬兰禁止俄罗斯公民入境芬蘭。
俄羅斯總統普京簽署總統法令，確認烏克蘭南部兩個地區赫爾松和扎波羅熱為獨立領土。

## 9月30日
烏克蘭南部城市扎波羅熱一隊平民車隊遭導彈擊中，造成至少23人死亡、28人受傷，均為平民。扎波羅熱州州長指責是俄軍導彈擊中車隊，俄佔扎波羅熱政府官員則稱是烏軍所為。
烏克蘭總統澤倫斯基宣布正式申請加入北大西洋公約組織，並排除與俄羅斯總統普京對話。
俄羅斯總統普京於克里姆林宮完成烏克蘭扎波羅熱、赫爾松、頓涅茨克、盧甘斯克4州併入俄羅斯的簽約儀式。
美國和阿爾巴尼亞在聯合國安理會發起決議，譴責俄羅斯在烏克蘭4個佔領區舉行「非法」公投，呼籲成員國勿承認烏克蘭邊界變動，並要求俄羅斯撤軍。俄羅斯動用常任理事國否決權阻止了決議通過。
巴基斯坦政府決定向乌克兰提供75000发炮弹。